# Ángel Carrero Sancho
Ángel Carrero Sancho (Villaverde, 1917 - Barcelona, 1949) fue un guerrillero comunista español.

## Biografía
Trabajó como obrero metalúrgico y militaba en el Partido Socialista Unificado de Cataluña (PSUC). Al estallar la Guerra Civil se alistó en el ejército republicano y luchó como oficial en el frente de Aragón. Al acabar la guerra pasó a la clandestinidad y, con el apodo de Álvaro, fue uno de los fundadores en 1946 de la Agrupación Guerrillera de Cataluña, formada por miembros del PSUC y dividida en dos brigadas, la Jaime Girabau, liderada por Numen Mestre Ferrando, y la segunda brigada, comandada por Pedro Valverde Fuentes, en la que fue comisario político. Carrero era miembro de la dirección del PSUC en el interior.
Fue capturado después de una acción guerrillera en 1947, junto con otros setenta y cuatro militantes antifranquistas, y aunque mantuvo durante un tiempo en secreto su identidad, finalmente fue reconocido por otro detenido. Los detenidos fueron recluidos en la Cárcel Modelo y torturados. Juzgado por un Consejo de guerra en octubre de 1948, en el que el fiscal pedía doce penas de muerte, fue condenado a muerte junto a Joaquim Puig-Pidemunt, Numen Mestre Ferrando y Pedro Valverde Fuentes bajo la acusación de haber puesto una bomba el 29 de noviembre de 1946 en los locales de los periódicos Solidaridad Nacional, La Prensa y La Vanguardia Española, de haber atentado contra locales falangistas, pastelerías de lujo y contra la línea de alta tensión de Moncada y Reixach. La presión internacional y el deseo del régimen franquista de mejorar su imagen una vez que la Segunda Guerra Mundial había terminado con la derrota del Eje, hicieron que la pena no se consumara inicialmente. Sin embargo, en febrero de 1949, el expreso Barcelona-Madrid descarriló en Mora la Nueva (Tarragona), muriendo veintisiete personas y resultando heridos más de un centenar. Este incidente, que la dictadura atribuyó a guerrilleros comunistas, proporcionó al régimen la justificación para ejecutar las sentencias. Tres días después del siniestro, el 17 de febrero de 1949, los cuatro militantes comunistas fueron fusilados en el Campo de la Bota barcelonés.